# Thomas Pagès
Pour les articles homonymes, voir Pagès.
Thomas Pagès, dit Tom Pagès, né le 25 mars 1985 à Nantes, est un pilote français de freestyle motocross (FMX).
Thomas Pagès pratique plusieurs disciplines du sport motocyclisme. Il a ainsi participé à plusieurs étapes du championnat de France de courses sur sable tels que l’Enduropale du Touquet, et a pris le départ du Bol d'argent, course d'endurance motocycliste, avec quelques résultats encourageants. Il participe à de nombreuses représentations en France comme le Finist'air Show, mais aussi lors de shows sur différents salons et Supercross.

## Biographie

### De 2007 à 2014

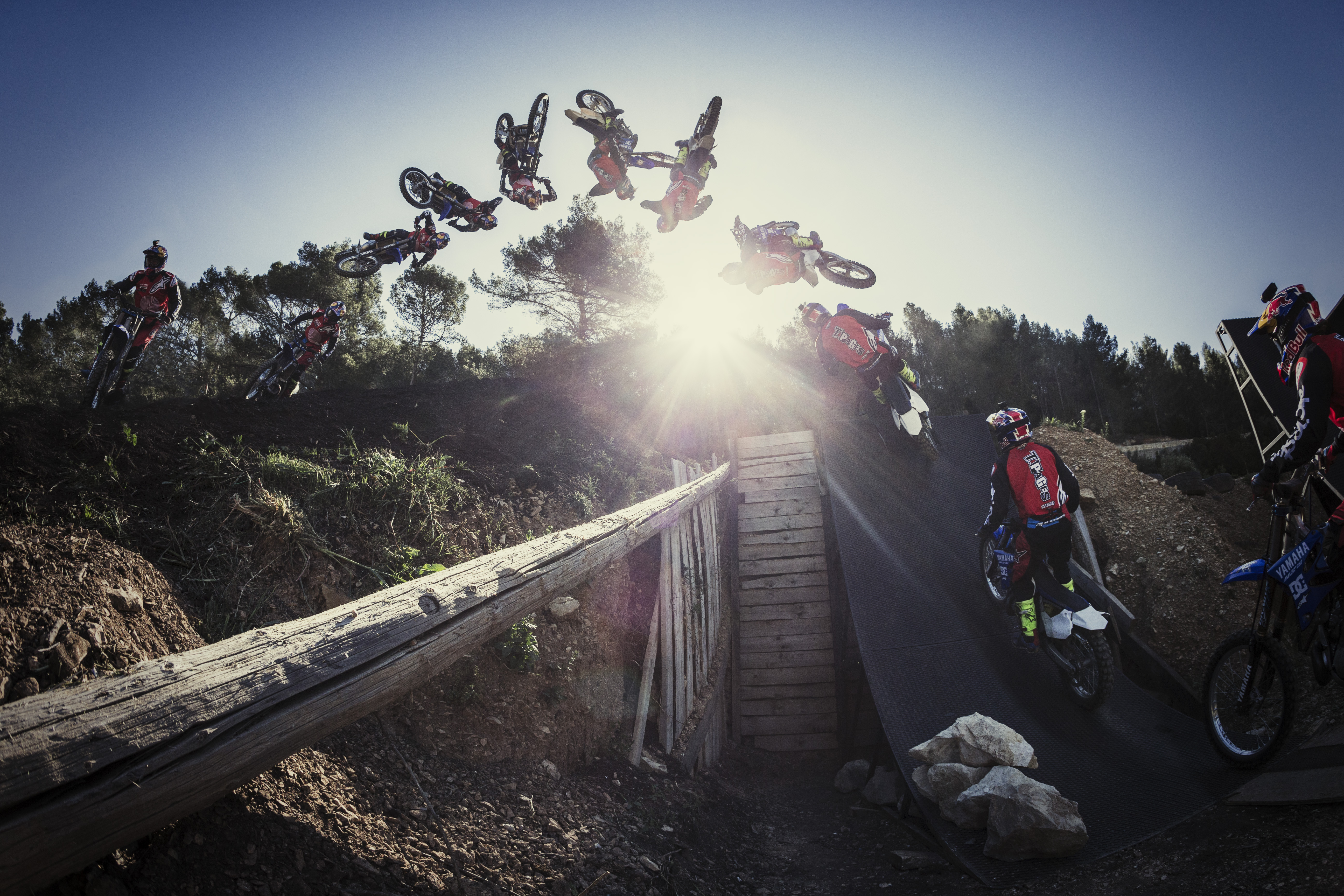
Thomas Pagès en 2016.

Pilote FMX, Thomas Pagès remporte en 2007 le premier Freestyle MX International organisé dans les arènes de Nîmes grâce à un « flip cliffhanger » sur 25 mètres. La même année, il est le premier pilote FMX à réussir le « double grab backflip », sur terre ce qui lui donne une importante notoriété.
En 2010, il continue tout de même à développer de nouvelles figures.
En l’espace d’une saison, Tom Pagès se hisse parmi les meilleurs pilotes mondiaux de FMX. Il remporte sa première étape des Red Bull X-Fighters à Munich sans passer de « backflip » mais en passant des figures de Best Tricks : le « volt », le « flair » et le « specialflip ». Le classement général final des RBXF est déterminé lors de l’étape finale disputée en Australie. Levi Sherwood, déjà vainqueur des étapes de Dubaï et Madrid, s'impose finalement face à son dernier rival Tom Pagès pour remporter le titre, ce dernier terminant deuxième au classement général des RBXF.
Pour le début de saison 2014, les résultats de Tom Pagès ne sont pas au même niveau que la saison précédente. Il enchaine les chutes sur différentes étapes et les problèmes techniques, comme des pertes de puissance dues à l'altitude lors de l'épreuve disputée dans des arènes de Mexico. Il renoue toutefois avec la victoire lors de l'étape de Madrid. Selon les spécialistes de la discipline, cette finale, d'un niveau qui n'a jamais été aussi relevé, atteint un niveau jamais atteint « dans la technicité, la perfection et l'originalité des figures ». Grâce à ses bons résultats en qualification, il décroche une quatrième place au classement général des Red Bull X-Fighters.

### Depuis 2015
Il décroche une troisième place à Mexico, une deuxième à Athènes, ainsi qu’une première place à Madrid et à Pretoria. Lors des X Games qui se déroulent à Austin, Tom Pagès remporte une médaille d’or, en quarter-pipe en passant un « Alley Oop Flair ».
La saison 2016 de Tom Pagès commence avec une médaille d’or aux X Games en quarter-pipe. Il enchaine par une victoire sur la seule étape des Red Bull X-Fighters 2016 à Madrid. Thomas Pagès devient le premier pilote à remporter une quatrième victoire d'affilée sur cette compétition.
En raison d'une opération de l'épaule en début d'année, Thomas Pagès est contraint de passer trois mois en rééducation et de s'éloigner quelque temps de la compétition. Il revient sur le Supercross de La Tremblade le 14 août 2017 et effectue ses plus belles figures lors du show freestyle, puis enchaine à la fin du mois avec une nouvelle victoire au Finist'air Show.
Pour clore cette année, il arrive sur le Supercross d'Amnéville et réalise une première mondiale, le « front flip seat grab »[source secondaire nécessaire].
En mai 2018, il remporte la première place de l'Ullevaal Xtreme à Oslo, un évènement orchestré par André Villa, un pilote de freestyle MX norvégien. Il enchaine par une période d'entrainement pour disputer les X Games de Minneapolis aux États-Unis. Il remporte ainsi sa première médaille dans la catégorie MotoX Freestyle. Il remporte également la médaille d'argent de la catégorie Best Tricks en « posant » (réussir) un « double backflip no hand ». Après un mois d'août où il participe au Supercross de La Tremblade et au Finist'air Show, une deuxième étape des X Games figure à son calendrier, mais cette fois, celle-ci se déroule à Sydney en Australie. Sur une piste abimée, à la suite des conditions météorologiques des précédents jours, il réussit deux importantes figures, « double flip no hand » (double rotation sans les mains) et un « bike flip » (saut périlleux arrière où il rattrape la moto) qui lui permettent de s'imposer grâce à un score de 96,66 points, devançant les Australiens Josh Sheehan (95,33) et Rob Adelberg (94,66). Il décroche sa seconde médaille d'or en dans cette épreuve après sa victoire lors de l'édition de Minneapolis,. Pour l'épreuve du Best Tricks, il réussit un « front flip » sur la nouvelle rampe. Cette réussite lui vaut la médaille d'argent de la catégorie, derrière Rob Adelberg.
En 2018, il remporte ainsi quatre médailles aux X Games, deux en or et deux en argent.

## Palmarès
2018
- 1re place : X Games - MotoX Freestyle -Sydney, Australie
- 2e place : X Games - MotoX Best Tricks - Sydney, Australie
- 1re place : X Games - MotoX Freestyle - Minneapolis, États-Unis
- 2e place : X Games - MotoX Best Tricks - Minneapolis États-Unis
- 1re place : Ullevaal Xtreme - Oslo, Norvège

2017
- 1re place : Finist'air Show - Briec, France

2016
- 1re place : AUS X-Open - Best Whip Samedi - Sydney, Australie
- 1re place : AUS X-Open - Best Whip Dimanche - Sydney, Australie
- 1re place : AUS X-Open - Best Trick Dimanche - Sydney, Australie
- 1re place : Red Bull X-Fighters (en) - Madrid, Espagne
- 1re place : X Games - MotoX Quarterpipe - Austin, États-Unis
- 1re place : Finist'air Show - Briec, France

2015
- 2e place : AUS X-Open - Sydney, Australie
- 1re place : Red Bull X-Fighters World Tour - Pretoria, Afrique du Sud
- 1re place : Red Bull X-Fighters World Tour - Madrid, Espagne
- 2e place : Red Bull X-Fighters World Tour - Athènes, Grèce
- 1re place : X Games - MotoX Quarterpipe - Austin, États-Unis
- 1re place : Finist'air Show - Briec, France

2014
- 4e place : Red Bull X-Fighters World Tour

2013
- Champion du Red Bull X-Fighters World Tour
- 1re place : Finist'air Show - Briec, France

2012
- 2e place : Red Bull X-Fighters World Tour
- 1re place : Crusty Demons Cup, Australie - Best Whip
- 2e place : Red Bull X-Fighters World Tour - Glen Helen, États-Unis
- 4e place : X Games - Best Trick
- 6e place : Bol d'argent par équipe avec Cyril Gondoin

2011
- 5e place : X Games - Best Whip
- 2e place : Freestyle.ch - Zurich, Suisse
- 1re place : Finist'air Show - Briec, France

2010
- 2e place : Red Bull X-Ray - FMX
- 3e place : X Games - Best Trick
- 5e place : Freestyle.ch - Zurich, Suisse
- 1re place : Freestyle MX Master - Best Trick, Barcelone

2009
- 12e place : X Games
- 9e place : Red Bull X-Fighters World Tour
- 5e place : Red Bull X-Fighters, Mexico
- 6e place : Red Bull X-Fighters, Calgary
- 10e place : Red Bull X-Fighters, Fort Worth
- 10e place : Red Bull X-Fighters - Freestyle, Madrid
- 3e place : Red Bull X-Fighters - Best Trick, Madrid

2008
- 12e place : X Games - Freestyle
- 6e place : X Games - Best Trick
- 14e place : Dew Tour Year End - Freestyle
- 7e place : Red Bull X-Fighters World Tour
- 6e place : Red Bull X-Fighters - Mexico
- 4e place : AST Dew Tour - Baltimore
- 5e place : Red Bull X-Fighters - Fort Worth
- 6e place : Red Bull X-Fighters - Madrid
- 1re place : Freestyle.ch - Best Trick - Zurich

2007
- 1re place : Freestyle MX International - Nîmes, France
- 2e place : Freestyle.ch - Zurich Suisse

## Filmographie
- Tom Pagès de l'intérieur, 2014[23].
- Homeworx, 2016[24].